# Stéphanie Malarme
 (septembre 2022).
Stéphanie Malarme Droit, née le 26 avril 1974 à Saint-Dizier, est une escrimeuse handisport française pratiquant principalement l'épée.

## Carrière
Stéphanie Malarme est atteinte d'une ostéogenèse imparfaite (maladie des os de verre) et du syndrome d'Ehlers-Danlos.
Elle participe aux Gay Games 2018 durant lesquels elle remporte une médaille d'argent en duo avec son maître d'armes, Olivier Helan Chapel.
Elle a enseigné au mousquetaires de Joinville, en tant qu'enseignante et éducatrice fédérale. Elle y est assistée par Thierry Nesmon du club de l'UJB Escrime. Elle enseigne désormais au Cercle d'Escrime de Reims (CER), club dans lequel elle est désormais résidante .
En octobre 2023 elle participe au championnat du monde de Terni du 9 au 16 octobre en Italie au deux armes (épée,fleuret).
Elle termine 22eme sur 34 a l'épée, et 20eme sur 32 au fleuret.
En décembre 2023 elle participe à la coupe du monde de Nakton Ratchasima, en Thaïlande, du 1er au 9 décembre. Compétition a laquelle elle s'incline en tableau de 32 et termine a la 20eme place sur 32.
Elle participe du 11 au 14 janvier a la coupe du monde de Cardiff. Elle termine 20eme sur 30 participantes.

## Distinctions
- Médaille de la jeunesse, des sports et de l'engagement associatif, bronze
- Médaille de la jeunesse, des sports et de l'engagement associatif, argent

## Palmarès

### Épée
- Épreuves de coupe du monde
  -  Médaille de bronze en individuel au Leaning Tower 2016 à Pise[11],[12]

- Championnats de France
  -  Médaille d'or en individuel aux championnats de France 2018 à Bordeaux[13]
  -  Médaille d'or en individuel aux championnats de France 2019 à Nîmes[13]
  -  Médaille d'argent en individuel aux championnats de France 2022 à Orange[14],[15]
  -  Médaille de bronze en individuel aux championnats de France 2019 à Nîmes[13]
  -  Médaille de bronze en individuel aux championnats de France 2018 à Bordeaux[13]

### Fleuret
- Épreuves de coupe du monde
  -  Médaille de bronze en individuel au Leaning Tower 2022 à Pise[16]

- Championnats de France d'escrime handisport
  -  Médaille d'or en individuel aux championnats de France 2021 à Albi[17]
  -  Médaille d'or en individuel aux championnats de France 2022 à Orange[18],[15]
  -  Médaille d'argent en individuel aux championnats de France 2018 à Bordeaux[19]
  -  Médaille de bronze en individuel aux championnats de France 2019 à Nîmes[20]

## Classements

### Epée
| Année        | 2012-13 | 2013-14 | 2014-15 | 2015-16 | 2016-17 | 2017-18 | 2018-19 | 2019-20 | 2020-21 | 2021-22 | 2022-23 |
| ------------ | ------- | ------- | ------- | ------- | ------- | ------- | ------- | ------- | ------- | ------- | ------- |
| IWAS Ranking | 41      | 39      | 38      | 23      | 26      | 20      | 25      | 24      | 25      | 16      | 18      |

### Fleuret
| Année        | 2012-13 | 2013-14 | 2014-15 | 2015-16 | 2016-17 | 2017-18 | 2018-19 | 2019-20 | 2020-21 | 2021-22 | 2022-23 |
| ------------ | ------- | ------- | ------- | ------- | ------- | ------- | ------- | ------- | ------- | ------- | ------- |
| IWAS Ranking | 36      | 31      | 31      | 25      | 26      | 22      | 20      | 19      | 18      | 11      | 14      |